# Eubazus orchesiae
Eubazus orchesiae är en stekelart som först beskrevs av William Harris Ashmead 1889.  Eubazus orchesiae ingår i släktet Eubazus och familjen bracksteklar. Inga underarter finns listade i Catalogue of Life.